# Campionati europei di sollevamento pesi 1946
I Campionati europei di sollevamento pesi 1946, 28ª edizione della manifestazione, si svolsero a Parigi il 18 e 19 ottobre 1946; la gara mondiale venne considerata valida anche come campionato europeo e furono classificati i tre atleti del continente col miglior piazzamento.
A partire da questa edizione i campionati si svolgono annualmente, con le due sole eccezioni del 1967 e del 2020.

## Formula
La formula prevedeva tre serie di sollevamenti:
- sollevamento a distensione a due mani;
- sollevamento a strappo a due mani;
- sollevamento a slancio a due mani.

## Titoli in palio
| Categoria            | Eventi         | Atleti |
| -------------------- | -------------- | ------ |
| Pesi piuma           | Fino a 60 kg   | 12     |
| Pesi leggeri         | Fino a 67.5 kg | 16     |
| Pesi medi            | Fino a 75 kg   | 15     |
| Pesi massimi leggeri | Fino a 82.5 kg | 15     |
| Pesi massimi         | Oltre 82.5 kg  | 9      |

## Nazioni partecipanti
Le nazioni che hanno partecipato ai campionati furono 11 per un totale di 67 atleti partecipanti. Tra parentesi i partecipanti per nazione.
- Austria  (7)
- Belgio  (7)
- Cecoslovacchia  (7)
- Danimarca  (3)
- Francia  (7)
- Italia  (7)
- Paesi Bassi  (4)
- Regno Unito  (7)
- Svezia  (5)
- Svizzera  (3)
- Unione Sovietica  (10)

## Risultati
Furono stabiliti due record del mondo (ed europei) nei pesi piuma e nei massimi leggeri.
| Evento                   | Oro               | Oro   | Argento          | Argento | Bronzo             | Bronzo |
| ------------------------ | ----------------- | ----- | ---------------- | ------- | ------------------ | ------ |
| 60 kg (dettagli)         | Arvid Andersson   | 320,0 | Moisej Kas'janik | 310,0   | Johan Runge        | 295,0  |
| 67.5 kg (dettagli)       | Vladimir Svetilko | 347,5 | Georgij Popov    | 335,0   | George Espeut      | 327,5  |
| 75 kg (dettagli)         | Nikolaj Šatov     | 367,5 | Lennart Nelson   | 352,5   | Aleksandr Božko    | 352,5  |
| 82.5 kg (dettagli)       | Grigorij Novak    | 425,0 | Henri Ferrari    | 390,0   | Efim Khotimskij    | 362,5  |
| Oltre 82.5 kg (dettagli) | Jakov Kucenko     | 415,0 | Niels Petersen   | 380,0   | Sergo Ambartsumyan | 370,0  |

## Medagliere
| Posiz. | Nazione          | Oro | Argento | Bronzo | Totale |
| ------ | ---------------- | --- | ------- | ------ | ------ |
| 1      | Unione Sovietica | 4   | 2       | 3      | 5      |
| 2      | Svezia           | 1   | 1       | 0      | 2      |
| 3      | Danimarca        | 0   | 1       | 1      | 2      |
| 4      | Francia          | 0   | 1       | 0      | 1      |
| 5      | Regno Unito      | 0   | 0       | 1      | 1      |
| Totale | Totale           | 5   | 5       | 5      | 15     |

## Classifica a squadre
Il sistema di punteggio è basato sui punti distribuiti per l'esercizio totale in base allo schema adottato nel 1946:
| Pos. | Squadra          | Punti |
| ---- | ---------------- | ----- |
| 1    | Unione Sovietica | 19    |
| 2    | Svezia           | 5     |
| 3    | Danimarca        | 3     |
| 4    | Francia          | 2     |
| 5    | Regno Unito      | 1     |

## Gare

### Fino a 60 kg
| Pos. | Atleta                  | Peso atleta | Distensione (kg) | Distensione (kg) | Distensione (kg) | Distensione (kg) | Strappo (kg) | Strappo (kg) | Strappo (kg) | Strappo (kg) | Slancio (kg) | Slancio (kg) | Slancio (kg) | Slancio (kg) | Totale |
| Pos. | Atleta                  | Peso atleta | 1                | 2                | 3                | Pos.             | 1            | 2            | 3            | Pos.         | 1            | 2            | 3            | Pos.         | Totale |
| ---- | ----------------------- | ----------- | ---------------- | ---------------- | ---------------- | ---------------- | ------------ | ------------ | ------------ | ------------ | ------------ | ------------ | ------------ | ------------ | ------ |
|      | Arvid Andersson (SWE)   | 59.95       | 90.0             |                  |                  | 2                | 100.0        |              |              | 1            | 130.0        |              |              | 1            | 320.0  |
|      | Moisej Kas'janik (URS)  | 59.98       | 95.0             |                  |                  | 1                | 95.0         |              |              | 2            | 120.0        |              |              | 3            | 310.0  |
|      | Johan Runge (DNK)       | 60.00       | 90.0             |                  |                  | 3                | 90.0         |              |              | 7            | 115.0        |              |              | 8            | 295.0  |
| 4    | Julian Creus (GBR)      | 60.00       | 80.0             |                  |                  | 7                | 92.5         |              |              | 4            | 120.0        |              |              | 4            | 292.5  |
| 5    | Marcel Baril (FRA)      | 60.00       | 77.5             |                  |                  | 9                | 92.5         |              |              | 5            | 120.0        |              |              | 5            | 290.0  |
| 6    | Anton Richter (AUT)     | 59.85       | 80.0             |                  |                  | 6                | 92.5         |              |              | 3            | 115.0        |              |              | 7            | 287.5  |
| 7    | Max Heral (FRA)         | 59.50       | 77.5             |                  |                  | 8                | 87.5         |              |              | 9            | 120.0        |              |              | 2            | 285.0  |
| 8    | Attilio Bescapè (ITA)   | 58.95       | 82.5             |                  |                  | 4                | 87.5         |              |              | 8            | 107.5        |              |              | 10           | 277.5  |
| 9    | Henri Colans (BEL)      | 59.80       | 72.5             |                  |                  | 10               | 85.0         |              |              | 10           | 110.0        |              |              | 9            | 267.5  |
| 10   | Jindřich Vavřička (TCH) | 59.85       | 82.5             |                  |                  | 5                | 77.5         |              |              | 11           | 100.0        |              |              | 11           | 260.0  |
| 11   | Claes (BEL)             | 55.65       | 70.0             |                  |                  | 11               | 70.0         |              |              | 12           | 90.0         |              |              | 12           | 230.0  |
| —    | Evgenij Lopatin (URS)   | 60.00       | —                |                  |                  | —                | 92.5         |              |              | 6            | 120.0        |              |              | 6            | —      |

### Fino a 67,5 kg
| Pos. | Atleta                     | Gruppo | Peso atleta | Distensione (kg) | Distensione (kg) | Distensione (kg) | Distensione (kg) | Strappo (kg) | Strappo (kg) | Strappo (kg) | Strappo (kg) | Slancio (kg) | Slancio (kg) | Slancio (kg) | Slancio (kg) | Totale |
| Pos. | Atleta                     | Gruppo | Peso atleta | 1                | 2                | 3                | Pos.             | 1            | 2            | 3            | Pos.         | 1            | 2            | 3            | Pos.         | Totale |
| ---- | -------------------------- | ------ | ----------- | ---------------- | ---------------- | ---------------- | ---------------- | ------------ | ------------ | ------------ | ------------ | ------------ | ------------ | ------------ | ------------ | ------ |
|      | Vladimir Svetilko (URS)    | A      | 67.20       | 105              | —                | —                | 1                | 105          | —            | —            | 2            | 137,5        | —            | —            | 1            | 347,5  |
|      | Georgij Popov (URS)        | A      | 67.15       | 90               | —                | —                | 6                | 110          | —            | —            | 1            | 135          | —            | —            | 2            | 335    |
|      | George Espeut (GBR)        | A      | 60.75       | 97,5             | —                | —                | 2                | 97,5         | —            | —            | 4            | 132,5        | —            | —            | 3            | 327,5  |
| 4    | Bugnicourt (FRA)           | A      | 66.70       | 90               | —                | —                | 5                | 97,5         | —            | —            | 6            | 122,5        | —            | —            | 5            | 310    |
| 5    | Jim Halliday (GBR)         | A      | 65.60       | 87,5             | —                | —                | 7                | 100          | —            | —            | 3            | 120          | —            | —            | 6            | 307,5  |
| 6    | Jørgen Fryd Petersen (DNK) | A      | 66.15       | 85               | —                | —                | 9                | 97,5         | —            | —            | 5            | 125          | —            | —            | 4            | 307,5  |
| 7    | Paul Caffa (NED)           | A      | 66.60       | 87,5             | —                | —                | 8                | 92,5         | —            | —            | 7            | 120          | —            | —            | 8            | 300    |
| 8    | Karl-Erik Ståhl (SWE)      | A      | 66.70       | 95               | —                | —                | 3                | 90           | —            | —            | 11           | 115          | —            | —            | 13           | 300    |
| 9    | René Duverger (FRA)        | A      | 64.90       | 90               | —                | —                | 4                | 90           | —            | —            | 8            | 117,5        | —            | —            | 10           | 297,5  |
| 10   | Antonín Balda (TCH)        | A      | 66.15       | 82,5             | —                | —                | 14               | 90           | —            | —            | 9            | 120          | —            | —            | 7            | 292,5  |
| 11   | Théophile Huyge (BEL)      | A      | 67.50       | 85               | —                | —                | 11               | 85           | —            | —            | 16           | 120          | —            | —            | 9            | 290    |
| 12   | Roger Rubini (SUI)         | A      | 66.60       | 77,5             | —                | —                | 16               | 90           | —            | —            | 10           | 115          | —            | —            | 12           | 282,5  |
| 13   | Giuseppe Colantuono (ITA)  | A      | 66.80       | 85               | —                | —                | 10               | 87,5         | —            | —            | 13           | 110          | —            | —            | 15           | 280    |
| 14   | Franz Rettenbacher (AUT)   | A      | 66.05       | 82,5             | —                | —                | 13               | 85           | —            | —            | 14           | 110          | —            | —            | 14           | 277.5  |
| 15   | Sterle (AUT)               | A      | 66.45       | 77,5             | —                | —                | 15               | 85           | —            | —            | 15           | 115          | —            | —            | 11           | 277,5  |
| 16   | Alfonso Canti (ITA)        | A      | 65.65       | 82,5             | —                | —                | 12               | 87,5         | —            | —            | 12           | 105          | —            | —            | 16           | 275    |

### Fino a 75 kg
| Pos. | Atleta                  | Gruppo | Peso atleta | Distensione (kg) | Distensione (kg) | Distensione (kg) | Distensione (kg) | Strappo (kg) | Strappo (kg) | Strappo (kg) | Strappo (kg) | Slancio (kg) | Slancio (kg) | Slancio (kg) | Slancio (kg) | Totale |
| Pos. | Atleta                  | Gruppo | Peso atleta | 1                | 2                | 3                | Pos.             | 1            | 2            | 3            | Pos.         | 1            | 2            | 3            | Pos.         | Totale |
| ---- | ----------------------- | ------ | ----------- | ---------------- | ---------------- | ---------------- | ---------------- | ------------ | ------------ | ------------ | ------------ | ------------ | ------------ | ------------ | ------------ | ------ |
|      | Nikolaj Šatov (URS)     | A      | 74.50       | 105              | —                | —                | 1                | 117,5        | —            | —            | 1            | 145          | —            | —            | 2            | 367,5  |
|      | Lennart Nelson (SWE)    | A      | 74.70       | 105              | —                | —                | 2                | 110          | —            | —            | 2            | 137,5        | —            | —            | 3            | 352,5  |
|      | Aleksandr Božko (URS)   | A      | 74.80       | 95               | —                | —                | 7                | 107,5        | —            | —            | 3            | 150          | —            | —            | 1            | 352,5  |
| 4    | Raymond Herbaux (FRA)   | A      | 74.65       | 97,5             | —                | —                | 4                | 102,5        | —            | —            | 6            | 132,5        | —            | —            | 4            | 332,5  |
| 5    | Ernie Peppiatt (GBR)    | A      | 74.40       | 102,5            | —                | —                | 3                | 97,5         | —            | —            | 8            | 125          | —            | —            | 7            | 325    |
| 6    | Fritz Haller (AUT)      | A      | 73.75       | 90               | —                | —                | 8                | 102,5        | —            | —            | 5            | 125          | —            | —            | 5            | 317,5  |
| 7    | Jan Smeekens (NED)      | A      | 74.10       | 87,5             | —                | —                | 13               | 105          | —            | —            | 4            | 125          | —            | —            | 6            | 317,5  |
| 8    | Cees Stahlecker (NED)   | A      | 74.40       | 95               | —                | —                | 6                | 95           | —            | —            | 9            | 125          | —            | —            | 8            | 315    |
| 9    | Henri Blanc (FRA)       | A      | 74.95       | 90               | —                | —                | 10               | 95           | —            | —            | 10           | 125          | —            | —            | 9            | 310    |
| 10   | Rudolf Hornischer (AUT) | A      | 74.90       | 90               | —                | —                | 9                | 90           | —            | —            | 12           | 120          | —            | —            | 11           | 300    |
| 11   | Jaroslav Hašek (TCH)    | A      | 73.20       | 82,5             | —                | —                | 15               | 92,5         | —            | —            | 11           | 120          | —            | —            | 10           | 295    |
| —    | Bill Watson (GBR)       | A      | 72.85       | 87,5             | —                | —                | 12               | 97,5         | —            | —            | 7            | —            | —            | —            | —            | —      |
| —    | Salvatore Lizzio (ITA)  | A      | 75.00       | 90               | —                | —                | 11               | 90           | —            | —            | 13           | —            | —            | —            | —            | —      |
| —    | De Schryver (BEL)       | A      | 72.90       | 95               | —                | —                | 5                | 82,5         | —            | —            | 14           | —            | —            | —            | —            | —      |
| —    | Smelders (BEL)          | A      | 72.95       | 82,5             | —                | —                | 14               | 82,5         | —            | —            | 15           | —            | —            | —            | —            | —      |

### Fino a 82,5 kg
| Pos. | Atleta                  | Gruppo | Peso atleta | Distensione (kg) | Distensione (kg) | Distensione (kg) | Distensione (kg) | Strappo (kg) | Strappo (kg) | Strappo (kg) | Strappo (kg) | Slancio (kg) | Slancio (kg) | Slancio (kg) | Slancio (kg) | Totale |
| Pos. | Atleta                  | Gruppo | Peso atleta | 1                | 2                | 3                | Pos.             | 1            | 2            | 3            | Pos.         | 1            | 2            | 3            | Pos.         | Totale |
| ---- | ----------------------- | ------ | ----------- | ---------------- | ---------------- | ---------------- | ---------------- | ------------ | ------------ | ------------ | ------------ | ------------ | ------------ | ------------ | ------------ | ------ |
|      | Grigorij Novak (URS)    | A      | 81.95       | 140              | —                | —                | 1                | 130          | —            | —            | 1            | 155          | —            | —            | 2            | 425    |
|      | Henri Ferrari (FRA)     | A      | 81.00       | 110              | —                | —                | 3                | 120          | —            | —            | 2            | 160          | —            | —            | 1            | 390    |
|      | Efim Khotimskij (URS)   | A      | 81.30       | 117,5            | —                | —                | 2                | 107,5        | —            | —            | 7            | 137,5        | —            | —            | 7            | 362,5  |
| 4    | Gösta Magnusson (SWE)   | A      | 81.00       | 105              | —                | —                | 6                | 110          | —            | —            | 4            | 142,5        | —            | —            | 4            | 357,5  |
| 5    | Ernie Roe (GBR)         | A      | 80.00       | 105              | —                | —                | 5                | 107,5        | —            | —            | 6            | 137,5        | —            | —            | 6            | 350    |
| 6    | Josef Hantych (TCH)     | A      | 79.70       | 92,5             | —                | —                | 10               | 110          | —            | —            | 3            | 145          | —            | —            | 3            | 347,5  |
| 7    | Abraham Charité (NED)   | A      | 81.05       | 107,5            | —                | —                | 4                | 105          | —            | —            | 8            | 135          | —            | —            | 8            | 347,5  |
| 8    | Marcel Perquier (FRA)   | A      | 81.20       | 102,5            | —                | —                | 7                | 110          | —            | —            | 5            | 135          | —            | —            | 9            | 347,5  |
| 9    | Wilson (GBR)            | A      | 82.00       | 97,5             | —                | —                | 8                | 105          | —            | —            | 9            | 135          | —            | —            | 10           | 337,5  |
| 10   | Wilhelm Pankl (AUT)     | A      | 77.30       | 87,5             | —                | —                | 13               | 102,5        | —            | —            | 10           | 137,5        | —            | —            | 5            | 327,5  |
| 11   | Walter Dorsenbach (SUI) | A      | 79.20       | 95               | —                | —                | 9                | 97,5         | —            | —            | 11           | 130          | —            | —            | 11           | 322,5  |
| 12   | Dosman (BEL)            | A      | 76.10       | 90               | —                | —                | 11               | 87,5         | —            | —            | 14           | 115          | —            | —            | 13           | 292,5  |
| 13   | Mario Menegola (ITA)    | A      | 81.50       | 75               | —                | —                | 15               | 90           | —            | —            | 13           | 120          | —            | —            | 12           | 285    |
| 14   | Bedřich Poula (TCH)     | A      | 80.00       | 75               | —                | —                | 14               | 82,5         | —            | —            | 15           | 110          | —            | —            | 14           | 267,5  |
| —    | Franz Eibler (AUT)      | A      | 80.70       | 90               | —                | —                | 12               | 95           | —            | —            | 12           | —            | —            | —            | —            | —      |

### Oltre 82,5 kg
| Pos. | Atleta                    | Gruppo | Peso atleta | Distensione (kg) | Distensione (kg) | Distensione (kg) | Distensione (kg) | Strappo (kg) | Strappo (kg) | Strappo (kg) | Strappo (kg) | Slancio (kg) | Slancio (kg) | Slancio (kg) | Slancio (kg) | Totale |
| Pos. | Atleta                    | Gruppo | Peso atleta | 1                | 2                | 3                | Pos.             | 1            | 2            | 3            | Pos.         | 1            | 2            | 3            | Pos.         | Totale |
| ---- | ------------------------- | ------ | ----------- | ---------------- | ---------------- | ---------------- | ---------------- | ------------ | ------------ | ------------ | ------------ | ------------ | ------------ | ------------ | ------------ | ------ |
|      | Jakov Kucenko (URS)       | A      | 106.00      | 125              | —                | —                | 1                | 125          | —            | —            | 1            | 165          | —            | —            | 1            | 415    |
|      | Niels Petersen (DNK)      | A      | 96.20       | 115              | —                | —                | 3                | 115          | —            | —            | 2            | 150          | —            | —            | 2            | 380    |
|      | Sergo Ambartsumyan (URS)  | A      | 119.00      | 120              | —                | —                | 2                | 110          | —            | —            | 3            | 140          | —            | —            | 5            | 370    |
| 4    | Václav Bečvář (TCH)       | A      | 106.00      | 107,5            | —                | —                | 6                | 105          | —            | —            | 5            | 145          | —            | —            | 3            | 357,5  |
| 5    | Robert Allart (BEL)       | A      | 92.40       | 110              | —                | —                | 4                | 105          | —            | —            | 4            | 140          | —            | —            | 4            | 355    |
| 6    | Linka (TCH)               | A      | 101.50      | 105              | —                | —                | 7                | 97,5         | —            | —            | 7            | 122,5        | —            | —            | 7            | 325    |
| 7    | Adelfino Mancinelli (ITA) | A      | 104.00      | 97,5             | —                | —                | 8                | 92,5         | —            | —            | 8            | 120          | —            | —            | 8            | 310    |
| 8    | Giovanni Clavarino (ITA)  | A      | 89.50       | 82,5             | —                | —                | 9                | 97,5         | —            | —            | 6            | 125          | —            | —            | 6            | 305    |
| —    | Gösta Bergström (SWE)     | A      | 106.00      | 110              | —                | —                | 5                | —            | —            | —            | —            | —            | —            | —            | —            | —      |